# Norsk lyd- og blindeskriftbibliotek
Norsk lyd- og blindeskriftbibliotek (NLB) är ett norskt statligt institut som erbjuder bibliotektjänster till blinda och synskadade och andra med lässvårigheter. NLB är Norges största producent av talböcker och blindskriftböcker. Myndigheten ligger under Kultur- og kirkedepartementet och har utlåningsavdelningar i Oslo, Bergen och Trondheim.

## Historia
Det första NLB-biblioteket öppnades 1910 i Bergen. 1913 och 1916 öppnades även bibliotek i Oslo och Trondheim. Norges Blindeforbund ägde och drev blindskriftsbiblioteken fram till 1989, då ansvaret for bibliotekstjänsterna för blinda och synskadade överfördes till det statliga Kultur- og kirkedepartementet.

## Låninformation
Primärgruppen för NLB är blinda och synskadade, men det finns även andra personer med olika typer av lässvårigheter som är låntagare där. Bland annat är personer med dyslexi en ganska stor låntagargrupp. Vid lån måste låntagaren visa intyg från en sjuksköterska, läkare, syn eller specialpedagog om sin synskada eller lässvårighet, om personen inte är en registrerad låntagare hos NLB. Personer som är registrerade låntagare hos NLB kan själva låna i NLB:s bibliotek eller via NLB:s webbplats.
Skolor och andra undervisningscentra som har elever med funktionshinder har också rätt att låna hos NLB. En ansvarig kontaktperson på skolan, till exempel en logoped, speciallärare eller skolbibliotekarie, skall registrera sig hos NLB för att skolan skall kunna låna.